# 栃木県道206号飯茂木線

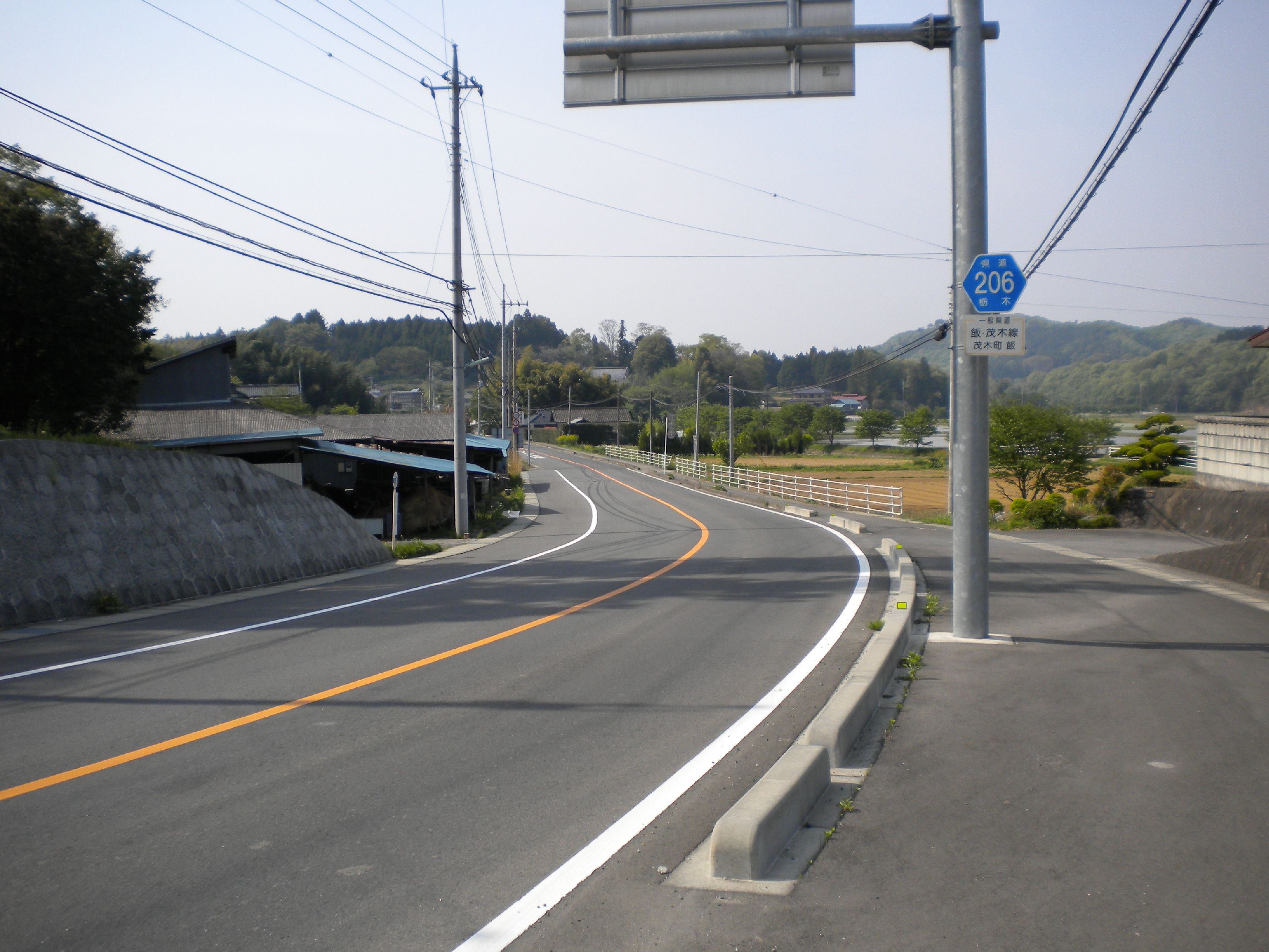
茂木町飯付近（2009年5月）

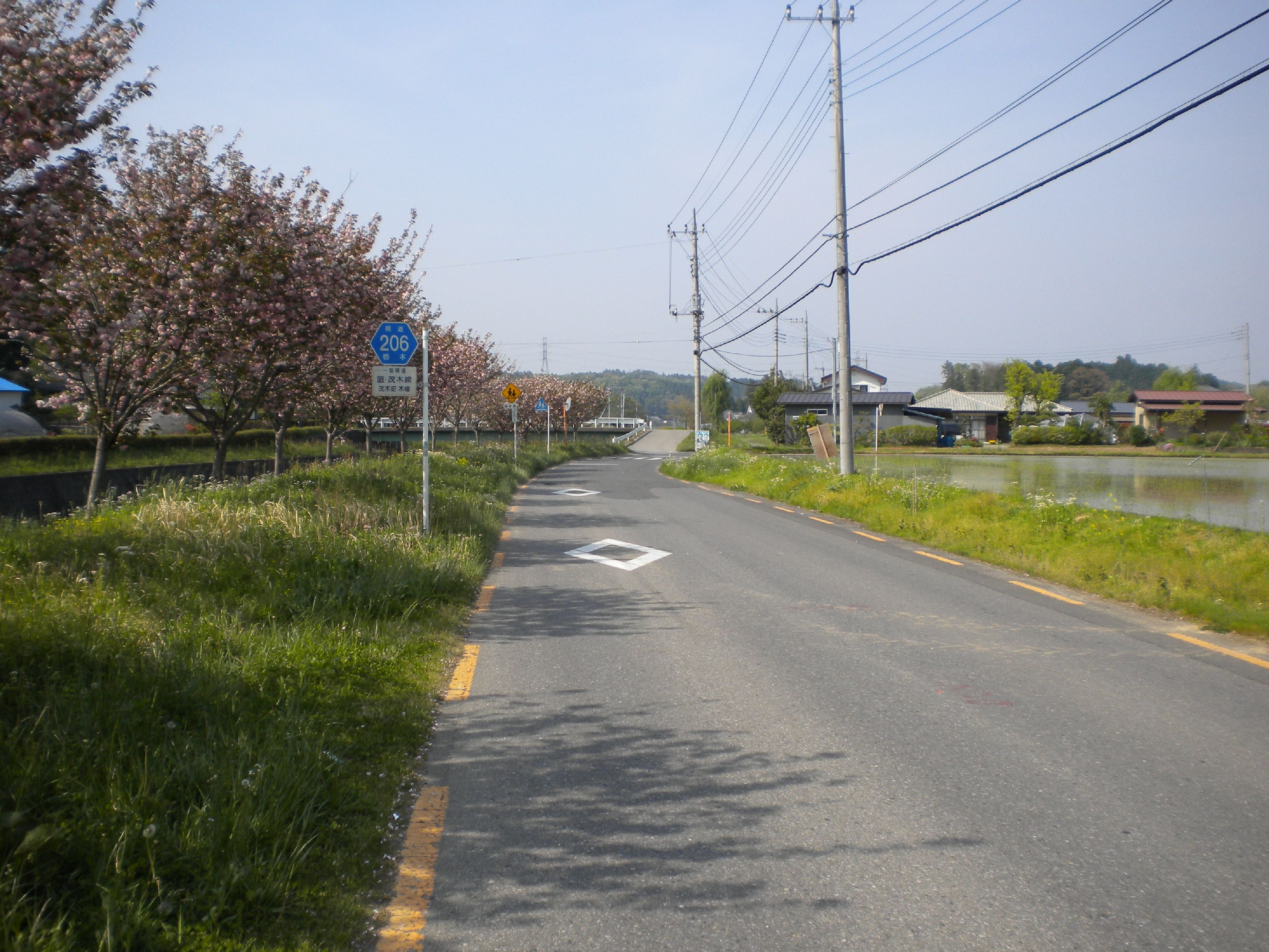
茂木町木幡付近（2009年5月）

栃木県道206号飯茂木線（とちぎけんどう206ごう いいもてぎせん）は、栃木県芳賀郡茂木町内を通過する一般県道である。

## 概要
茂木町南部の県道宇都宮笠間線分岐点から逆川に沿って北上し、茂木町逆川地区（旧逆川村）中心部を経由して茂木町市街地南西に位置する道の駅もてぎ付近の国道123号（茂木バイパス）に合流する道路。全線に渡り茂木町営バス逆川線が運行されていたが、町営デマンドタクシー「茂木町デマンドタクシーめぐるくん」への移行に伴い2011年9月30日限りで廃止された。

### 路線データ
- 総延長：8.479km[2]
- 実延長：8.479km[2]
- 起点：栃木県芳賀郡茂木町大字飯（飯上交差点＝栃木県道1号宇都宮笠間線交点）
- 終点：栃木県芳賀郡茂木町大字茂木（道の駅もてぎ交差点＝国道123号交点）
- 認定：1961年（昭和36年）4月1日

## 歴史

### 年表
- 1961年（昭和36年）4月1日 - 一般県道として認定。
- xxxx年x月x日 - 道の駅もてぎ交差点（茂木バイパス交点） - 国道123号旧道交点間の県道指定が解除。

## 路線状況

### 交通量
24時間自動車類交通量（台/日）
- 茂木町大字小山291-1：2,633

## 地理

### 通過する自治体
- 栃木県
  - 芳賀郡茂木町

### 交差する道路
- 芳賀広域農道（茂木町木幡・木幡交差点）

### 沿線施設
- 茂木町立逆川小学校
- 茂木町立逆川中学校
- 道の駅もてぎ